# Hyazinth Strachwitz
Le comte (Graf en allemand) Hyazinth Strachwitz von Groß-Zauche und Camminetz, surnommé « Der Panzergraf », né le 30 juillet 1893 et mort le 25 avril 1968, est un Generalleutnant der Reserve allemand, connu pour son commandement de Panzers, dans la Heer au sein de la Wehrmacht au cours de la Seconde Guerre mondiale.
Il reçut la croix de chevalier de la croix de fer avec feuilles de chêne, glaives et brillants, plus haute distinction militaire allemande de la Seconde Guerre mondiale.

## Biographie
Fils d'une famille aristocratique prussienne, il fit ses études à l'École royale des cadets de Lichterfelde, où il eut pour camarades Manfred von Richthofen et Hans von Aulock. Il fut d'abord lieutenant dans le régiment des Gardes du Corps de Potsdam.
Lorsqu’éclata la Première Guerre mondiale, il fut affecté sur le front de l'Ouest, et fut fait prisonnier le 14 octobre 1914 à la bataille de la Marne au terme d'un engagement avec un bataillon de spahis. Promis à la détention au bagne de Cayenne, il échappa cependant à cette peine par suite du blocus de l'Atlantique, et fut bientôt transféré, via Lyon et Montpellier, au bagne de l’île de Ré. Transféré à la maison correctionnelle de Carcassonne, il poursuivit une grève de la faim. Son état de délabrement physique et moral, attesté par deux sœurs de la Croix-Rouge, fut invoqué pour autoriser son transfert vers la Suisse, et sa relaxe en 1918.
Il organisa les milices d'autodéfense au cours des insurrections de Silésie, et sa tête fut mise à prix par les partisans polonais. Au terme de la répression qui s'ensuivit, il fut élevé au rang de chef de corps de la Réserve du 7e régiment de cavalerie de Breslau. En 1935, il sollicitait son transfert dans les blindés des généraux Lutz et Guderian et fut affecté au 2e Panzer-Regiment à Eisenach.
Il devint membre du parti nazi (n° d'adhérent 1 405 652) au début du mois de décembre 1932, et rallia d'emblée les rangs de la SS (n° d'adhérent 82857). Promu en 1943 au grade de SS-Standartenführer (colonel), il faisait partie de la garde personnelle du Reichsführer Himmler. Le 1er avril 1944, Strachwitz est rétabli dans les cadres de l'armée d'active avec le grade de Generalmajor, et affecté à la 1re Panzerdivision ; peu après, il devient le principal général de blindés du groupe d'armées Nord avec sous ses ordres trois divisions blindées et une brigade antichars. Le 15 avril 1944, il est décoré de la médaille suprême de la croix de fer avec feuilles de chêne et brillants. Le 1er janvier 1945, il est promu général de corps d'armée à l'occasion de la cinquième cérémonie de promotion depuis 1939 et devient pour lors l'officier de réserve le plus gradé de toute la Wehrmacht.
Lorsque survient la capitulation sans condition de la Wehrmacht, Strachwitz fait ses adieux à son armée en ordonnant à ses hommes de fuir vers l'Ouest. Lui-même parvient à s'extraire de la région des Sudètes, devenue trop dangereuse à cause des expéditions de partisans tchèques, et rallie Velden où il est arrêté par les Américains. Sa femme est ramenée auprès de lui grâce à un véhicule de l'Armée américaine ; son fils le plus jeune a été tué au combat, son fils aîné, laissé d'abord pour mort, est cloué dans un lit d'hôpital et sa fille est auxiliaire de la Wehrmacht. Libéré par les Alliés, il devient conseiller en agronomie en Syrie, puis conseiller militaire et organise la première armée de terre de ce pays. À la chute d'Housni al-Zaïm, il part s'établir avec sa deuxième femme au Liban. En juin 1949, il rejoint l'Italie et achète des vignobles à Livourne. Il ne rentre en Allemagne qu'à l'automne 1951, et y fonde l'Aide aux réfugiés de Haute-Silésie (Oberschlesische Hilfswerk). De son second mariage, il a deux filles et deux garçons. Il meurt le 25 avril 1968. Des officiers de la Bundeswehr portent son cercueil en terre.

## Décorations
- Insigne de combat des blindés en or (4e classe)
- Aigle de Silésie 1re classe avec glaives et feuilles de chêne
- Insigne des blessés
  - en Or
- Croix allemande en or
- Croix de fer
  - 2e classe
  - 1re classe
- Croix de chevalier de la croix de fer avec feuilles de chêne, glaives et brillants
  - Croix de chevalier le 25 août 1941 en tant que Major der Reserve et commandant du I./Panzer-Regiment 2[1]
  - 144e feuilles de chêne le 13 novembre 1942 en tant que Oberstleutnant der Reserve et commandant du I./Panzer-Regiment 2[1]
  - 27e glaives le 28 mars 1943 en tant que Oberst der Reserve et commandant du Panzer-Regiment "Großdeutschland"[1]
  - 11e brillants le 15 avril 1944 en tant queOberst der Reserve et commandant d'un Panzer-Gruppe avec l'Heeresgruppe Nord[1]
- Mentionné dans le bulletin radiophonique des Armées: le Wehrmachtbericht le 2 septembre 1944